# Michael Bloomberg
Michael Rubens Bloomberg (n. 14 februarie 1942) este un magnat financiar, politician și filantrop american. El a fost al 108-lea primar al orașului New York, fiind în funcție pentru 3 mandate consecutive din 1 ianuarie 2002 până în 31 decembrie 2013. Cu o avere netă de 105 miliarde $, el este a zecea cea mai bogată persoană din Statele Unite și a 13-a din lume.
El este fondatorul și deținătorul a 88% din acțiunile Bloomberg L.P., o companie financiară globală, informațională și de mass media, renumită pentru Terminalul Bloomberg. Este fondator al fundației Bloomberg Philanthropies care investește în proiecte sociale legate de sănătate publică, arte, inovație în guvernare, mediu și educație. Bloomberg Philanthropies a contribuit cu peste 4.5 milioane $ la Convenția-cadru a Națiunilor Unite privind schimbările climatice (UNFCCC).